# Joseph LaBate
Joseph LaBate (* 16. April 1993 in Eagan, Minnesota) ist ein US-amerikanischer Eishockeyspieler, der seit November 2024 bei den Columbus Blue Jackets aus der National Hockey League (NHL) unter Vertrag steht und bereits seit Oktober 2024 für deren Farmteam, die Cleveland Monsters, aus der American Hockey League (AHL) auf der Position des Centers spielt. Zuvor absolvierte LaBate unter anderem bereits über 400 Spiele in der AHL und stand in 13 Partien für die Vancouver Canucks in der NHL auf dem Eis.

## Karriere
LaBate besuchte bis zum Sommer 2011 die Academy of Holy Angels, eine High School im Bundesstaat Minnesota. Bereits im Anschluss an seine Zeit dort wurde der Mittelstürmer im NHL Entry Draft 2011 in der vierten Runde an 101. Stelle von den Vancouver Canucks aus der National Hockey League (NHL) ausgewählt. Zunächst schrieb er sich aber für die folgenden vier Jahre an der University of Wisconsin–Madison, wo er neben seinem Studium parallel für die Eishockey-Universitätsmannschaft zunächst in der Western Collegiate Hockey Association (WCHA) und später der Big Ten Conference, beides Divisionen im Spielbetrieb der National Collegiate Athletic Association (NCAA), spielte. Mit der Mannschaft gewann er am Ende der Spielzeiten 2012/13 und 2013/14 jeweils die Meisterschaft der Division.
Nachdem LaBate sein Studium im Frühjahr 2015 abgeschlossen hatte, wurde er im April von den Canucks unter Vertrag genommen, die ihn im restlichen Verlauf der Spielzeit in ihrem Farmteam, den Utica Comets, in der American Hockey League (AHL) einsetzten. Bei den Comets verbrachte der Angreifer auch die gesamte Saison 2015/16, wo er in 70 Einsätzen auf 21 Scorerpunkte kam. Nach einem erfolgreichen Start ins kommende Spieljahr wurde der US-Amerikaner gegen Ende November 2016 erstmals in den NHL-Kader Vancouvers berufen und feierte sein Debüt. Nach der Saison 2017/18 wurde sein auslaufender Vertrag bei den Canucks nicht verlängert, sodass er im August 2018 einen auf die AHL beschränkten Kontrakt bei den Belleville Senators unterzeichnete. Nach drei Jahren in Belleville schloss er sich im Juli 2021 in gleicher Weise für eine Spielzeit den Milwaukee Admirals an, ehe er im Juli 2022 zum Ligakonkurrenten Chicago Wolves wechselte.
Nach einer Spielzeit in Chicago schloss sich LaBate im Juli 2023 dem kasachischen Hauptstadtklub Barys Astana aus der Kontinentalen Hockey-Liga (KHL) an. Dort verbrachte er ebenfalls eine Saison. Zum Spieljahr 2024/25 kehrte der US-Amerikaner jedoch in sein Heimatland zurück, als er sich im Oktober 2024 den Cleveland Monsters aus der AHL anschloss. Deren Partnerteam Columbus Blue Jackets aus der NHL stattete ihn nur einen Monat später mit ein Zweiwegevertrag aus.

## Erfolge und Auszeichnungen
- 2013 Broadmoor-Trophy-Gewinn mit der University of Wisconsin–Madison
- 2014 Meisterschaft der Big Ten Conference mit der University of Wisconsin–Madison

## Karrierestatistik
Stand: Ende der Saison 2024/25
(Legende zur Spielerstatistik: Sp oder GP = absolvierte Spiele; T oder G = erzielte Tore; V oder A = erzielte Assists; Pkt oder Pts = erzielte Scorerpunkte; SM oder PIM = erhaltene Strafminuten; +/− = Plus/Minus-Bilanz; PP = erzielte Überzahltore; SH = erzielte Unterzahltore; GW = erzielte Siegtore; 1 Play-downs/Relegation; Kursiv: Statistik nicht vollständig)